# Europese kampioenschappen schaatsen 2009
De Europese kampioenschappen schaatsen 2009 werden op 9, 10 en 11 januari 2009 gereden in Thialf te Heerenveen. Titelverdedigers waren de Europees kampioenen van 2008 in Kolomna, de Nederlanders Sven Kramer en Ireen Wüst.
Na de eerste dag stond Kramer riant aan de leiding door een slechte eerste bocht op de 500 meter van zijn grootste rivaal Håvard Bøkko en de diskwalificatie op de 5000 meter van de andere grote concurrent Enrico Fabris die met zijn schaats de baanmarkering in een bocht overschreed. Op de tweede dag versterkte Kramer zijn koppositie door de 1500 meter te winnen met een minieme voorsprong op de specialisten Jevgeni Lalenkov en Fabris. Bij de vrouwen nestelde de Duitse Claudia Pechstein zich stevig aan kop met een tweede plaats op de 500 meter en een eerste plaats op de 3000 meter. Alleen haar landgenote Daniela Anschütz en regerend wereldkampioene Paulien van Deutekom konden enigszins in haar kielzog blijven. Op de derde dag won Kramer de 10.000 meter, waardoor hij voor de derde maal op rij Europees kampioen werd. Bøkko verwees op de slotafstand Wouter Olde Heuvel naar de derde plaats. Bij de dames won Anschütz de 1500 meter en liep daardoor iets in op Pechstein maar die stelde op de 5000 meter in een onderling duel met Anschütz de titel veilig.
Ook stond dit kampioenschap in het teken van het afscheid van Nederlands succesvolste allrounder aller tijden: Rintje Ritsma. Op de tweede dag van het toernooi, 10 januari, werd er na afloop van het schaatsprogramma stilgestaan bij zijn afscheid. Oud-schaatser Jochem Uytdehaage maakte onder meer bekend dat er in Thialf een speciale "Hall of Fame" komt waar Ritsma de eerste schaatser wordt die daar een bronzen beeld krijgt.
| Programma                          | Programma                                              | Programma                                                 |
| ---------------------------------- | ------------------------------------------------------ | --------------------------------------------------------- |
| vrijdag 9 januari                  | zaterdag 10 januari                                    | zondag 11 januari                                         |
| 500 meter mannen 5000 meter mannen | 500 meter vrouwen 1500 meter mannen 3000 meter vrouwen | 1500 meter vrouwen 10.000 meter mannen 5000 meter vrouwen |

## Vrouwen

### Deelname
De vrouwen streden voor de 34e keer om de Europese titel. Ze deden dit voor de zeventiende keer in Nederland en voor de vijftiende keer in Heerenveen. Achtentwintig deelneemsters (een evenaring van de recorddeelname uit 1971, 1983, 1987 en 1990) uit dertien landen namen aan dit kampioenschap deel. Alle dertien landen, Duitsland (4), Nederland (4), Noorwegen (3), Polen (2), Roemenië (2), Rusland (2), Tsjechië (2), Wit-Rusland (2), Zweden (2), Denemarken (1), Hongarije (1), Oekraïne (1) en Oostenrijk (1), waren ook vertegenwoordigd op het EK in 2008. Zeven vrouwen maakten hun EK debuut.
Bij haar zeventiende deelname aan een Europees kampioenschap, hetgeen geen enkele vrouw voor haar deed, werd Claudia Pechstein voor de derde keer Europees kampioene, in 1998 en 2006 won ze de titel ook. Het was voor haar de tiende keer dat ze op het eindpodium plaats nam. Haar landgenote Daniela Anschütz op plaats twee nam voor de tweede keer op dit podium plaats. De Europees kampioene van 2007, de Tsjechische Martina Sáblíková completeerde het erepodium, net als in 2008, op plaats drie, zij stond hier voor de derde keer.
Het kwartet Nederlandse deelneemsters eindigden in de vier aansluitende posities achter het trio op het erepodium. Paulien van Deutekom werd vierde, Renate Groenewold vijfde, Ireen Wüst zesde en debutante Elma de Vries zevende.

### Afstandmedailles
Van de Nederlandse deelneemsters won alleen Paulien van Deutekom op dit kampioenschap afstandmedailles, zij bracht haar totaal tot zes stuks middels brons op de 1500 en 3000 meter.
Europees kampioene Claudia Pechstein won dit jaar vier afstandmedailles en bracht haar totaal op dit kampioenschap tot 34 medailles (8-16-10). Alleen Gunda Niemann-Kleemann met vierenveertig afstandmedailles (28-10-6) won er meer. De nummer twee in het eindklassement, Daniela Anschütz, won ook vier afstandmedailles. Ze won goud op de 1500, zilver op de 3000 en brons op de 500 en 5000 meter.
De Tsjechische Martina Sáblíková won de gouden medaille 5000 meter, en bracht daarmee haar totaalscore aan afstandmedailles tot zeven stuks.
De Russische Alla Sjabanova won met de gouden medaille op de 500 meter haar eerste medaille.
| Rang   | Schaatser            | Land | Tijd  |
| ------ | -------------------- | ---- | ----- |
| Goud   | Alla Sjabanova       | RUS  | 39,58 |
| Zilver | Claudia Pechstein    | GER  | 39,74 |
| Brons  | Daniela Anschütz     | GER  | 40,00 |
| 4      | Paulien van Deutekom | NED  | 40,04 |
| 5      | Jekaterina Abramova  | RUS  | 40,18 |
| 6      | Ireen Wüst           | NED  | 40,19 |
| 7      | Hege Bøkko           | NOR  | 40,42 |
| 8      | Elma de Vries        | NED  | 40,47 |
| 9      | Anna Badajeva        | BLR  | 40,61 |
| 10     | Renate Groenewold    | NED  | 40,73 |

| Rang   | Schaatser            | Land | Tijd    |
| ------ | -------------------- | ---- | ------- |
| Goud   | Claudia Pechstein    | GER  | 4.04,41 |
| Zilver | Daniela Anschütz     | GER  | 4.04,97 |
| Brons  | Paulien van Deutekom | NED  | 4.05,24 |
| 4      | Martina Sáblíková    | CZE  | 4.05,34 |
| 5      | Renate Groenewold    | NED  | 4.07,52 |
| 6      | Stephanie Beckert    | GER  | 4.10,08 |
| 7      | Ireen Wüst           | NED  | 4.11,36 |
| 8      | Maren Haugli         | NOR  | 4.12,20 |
| 9      | Katarzyna Wójcicka   | POL  | 4.12,92 |
| 10     | Elma de Vries        | NED  | 4.13,42 |

| Rang   | Schaatser            | Land | Tijd    |
| ------ | -------------------- | ---- | ------- |
| Goud   | Daniela Anschütz     | GER  | 1.57,21 |
| Zilver | Claudia Pechstein    | GER  | 1.57,72 |
| Brons  | Paulien van Deutekom | NED  | 1.58,13 |
| 4      | Ireen Wüst           | NED  | 1.58,28 |
| 5      | Renate Groenewold    | NED  | 1.58,66 |
| 6      | Martina Sáblíková    | CZE  | 1.59,12 |
| 7      | Alla Sjabanova       | RUS  | 1.59,81 |
| 8      | Katarzyna Wójcicka   | POL  | 2.00,69 |
| 9      | Elma de Vries        | NED  | 2.00,98 |
| 10     | Maren Haugli         | NOR  | 2.01,29 |

| Rang   | Schaatser            | Land | Tijd       |
| ------ | -------------------- | ---- | ---------- |
| Goud   | Martina Sáblíková    | CZE  | 6.53,19'CR |
| Zilver | Claudia Pechstein    | GER  | 7.02,99    |
| Brons  | Daniela Anschütz     | GER  | 7.04,09    |
| 4      | Renate Groenewold    | NED  | 7.04,29    |
| 5      | Ireen Wüst           | NED  | 7.05,34    |
| 6      | Stephanie Beckert    | GER  | 7.06,99    |
| 7      | Paulien van Deutekom | NED  | 7.08,33    |
| 8      | Maren Haugli         | NOR  | 7.13,06    |
| 9      | Elma de Vries        | NED  | 7.14,55    |
| 10     | Anna Rokita          | AUT  | 7.18,77    |
| 11     | Katarzyna Wójcicka   | POL  | 7.19,00    |
| 12     | Lucille Opitz        | GER  | 7.26,27    |

### Eindklassement
| Rang   | Schaatsster              | Land        | 500m         | 3000m        | 1500m        | 5000m        | Punten  |
| ------ | ------------------------ | ----------- | ------------ | ------------ | ------------ | ------------ | ------- |
| Goud   | Claudia Pechstein (17)   | Duitsland   | 39,74 (2)    | 4.04,41 (1)  | 1.57,72 (2)  | 7.02,99 (2)  | 162,014 |
| Zilver | Daniela Anschütz (11)    | Duitsland   | 40,00 (3)    | 4.04,97 (2)  | 1.57,21 (1)  | 7.04,09 (3)  | 162,307 |
| Brons  | Martina Sáblíková (6)    | Tsjechië    | 40,90 (12)   | 4.05,34 (4)  | 1.59,12 (6)  | 6.53,19 (1)  | 162,815 |
| 4      | Paulien van Deutekom (3) | Nederland   | 40,04 (4)    | 4.05,24 (3)  | 1.58,12 (3)  | 7.08,33 (7)  | 163,119 |
| 5      | Renate Groenewold (11)   | Nederland   | 40,73 (10)   | 4.07,52 (5)  | 1.58,66 (5)  | 7.04,34 (4)  | 163,965 |
| 6      | Ireen Wüst (5)           | Nederland   | 40,19 (6)    | 4.11,36 (7)  | 1.58,28 (4)  | 7.05,34 (5)  | 164,043 |
| 7      | Elma de Vries            | Nederland   | 40,47 (8)    | 4.13,42 (10) | 2.00,97 (9)  | 7.14,35 (9)  | 166,454 |
| 8      | Katarzyna Wójcicka (10)  | Polen       | 40,88 (11)   | 4.12,92 (9)  | 2.00,69 (8)  | 7.19,00 (11) | 167,163 |
| 9      | Maren Haugli (5)         | Noorwegen   | 41,42 (17)   | 4.12,20 (8)  | 2.01,28 (10) | 7.13,05 (8)  | 167,184 |
| 10     | Anna Rokita (5)          | Oostenrijk  | 41,37 (18)   | 4.14,64 (12) | 2.02,33 (11) | 7.18,77 (10) | 168,853 |
| 11     | Lucille Opitz (5)        | Duitsland   | 41.09 (13)   | 4.13,78 (11) | 2.02,52 (14) | 7.26,27 (12) | 168,853 |
| 12     | Stephanie Beckert        | Duitsland   | 43,62 (26)   | 4.10,08 (6)  | 2.04,79 (20) | 7.06,98 (6)  | 169,594 |
| NC13   | Alla Sjabanova           | Rusland     | 39,58 (1)    | 4.17,12 (13) | 1.59,81 (7)  |              | 122.369 |
| NC14   | Jekaterina Abramova (4)  | Rusland     | 40,18 (5)    | 4.26,10 (18) | 2.02,63 (15) |              | 125,406 |
| NC15   | Hege Bøkko               | Noorwegen   | 40,42 (7)    | 4.25,29 (17) | 2.02,43 (13) |              | 125,445 |
| NC16   | Luiza Złotkowska (3)     | Polen       | 41,27 (16)   | 4.21,12 (14) | 2.02,82 (16) |              | 125,730 |
| NC17   | Mari Hemmer (3)          | Noorwegen   | 41,69 (20)   | 4.21,53 (15) | 2.03,09 (18) |              | 126,308 |
| NC18   | Karolína Erbanová        | Tsjechië    | 41,12 * (14) | 4.26,64 (19) | 2.02,36 (12) |              | 126,346 |
| NC19   | Daniela Dumitru (4)      | Roemenië    | 41,66 (19)   | 4.30,34 (22) | 2.07,02 (21) |              | 129,056 |
| NC20   | Marita Johansson (4)     | Zweden      | 43,06 (24)   | 4.28,19 (20) | 2.04,08 (19) |              | 129,118 |
| NC21   | Joelija Jasenok (6)      | Wit-Rusland | 41,26 (15)   | 4.34,86 (25) | 2.07,49 (22) |              | 129,566 |
| NC22   | Olena Mjagkych (10)      | Oekraïne    | 41,85 (21)   | 4.33,15 (24) | 2.07,67 (24) |              | 129,931 |
| NC23   | Daniela Oltean (10)      | Roemenië    | 42,69 (23)   | 4.30,67 (23) | 2.07,61 (23) |              | 130,337 |
| NC24   | Emma Andersson           | Zweden      | 42,34 (22)   | 4.38,30 (26) | 2.08,33 (25) |              | 131,499 |
| NC25   | Anna Badajeva            | Wit-Rusland | 40,61 (9)    | 4.50,19 (28) | 2.08,61 (26) |              | 131,845 |
| NC26   | Cathrine Grage (4)       | Denemarken  | 45,04 (27)   | 4.28,38 (21) | 2.11,16 (27) |              | 133,490 |
| NC27   | Ágota Tóth (3)           | Hongarije   | 43,09 (25)   | 4.39,75 (27) | 2.15,17 (28) |              | 134,771 |
| DQ1    | Jekaterina Sjichova      | Rusland     | diskw. **    | 4.23,23 (16) | 2.03,00 (17) |              |         |

vet= kampioenschapsrecord

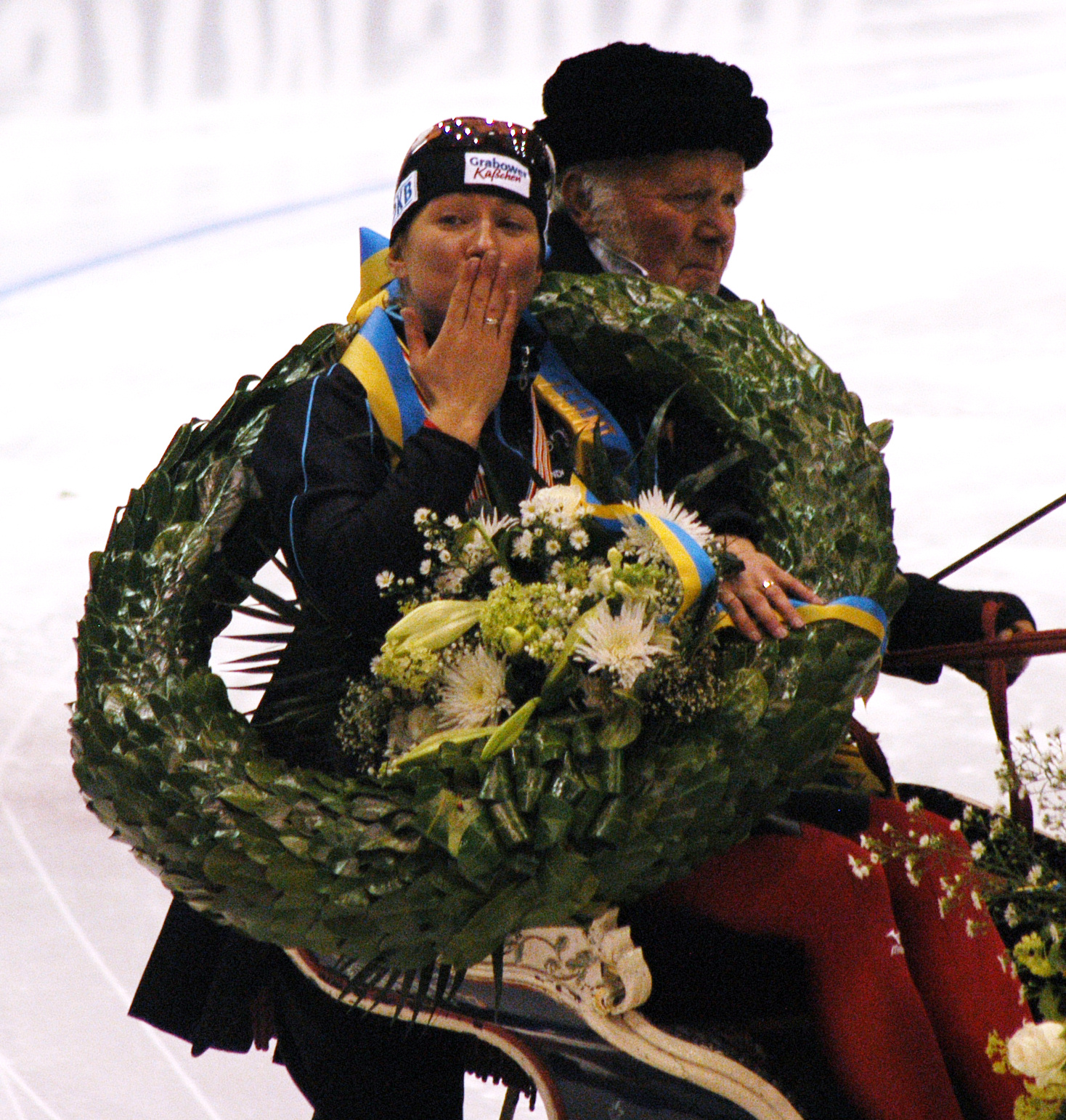
Ereronde in de arrenslee voor Pechstein

* vallend gefinisht, ** gevallen, onreglementair gefinisht
De eerste veertien schaatssters bezorgden hun land een startplek op het wereldkampioenschap schaatsen allround 2009. Dit betekent dat op het WK voor Nederland en Duitsland vier schaatssters uitkomen, voor Rusland twee en voor Noorwegen, Oostenrijk, Polen en Tsjechië één schaatsster.
De startplaatsen voor de Europese kampioenschappen schaatsen 2010 worden eveneens bepaald aan de hand van bovenstaand klassement. Landen met minstens drie schaatssters bij de eerste twaalf mogen vier rijdsters afvaardigen, landen met minstens twee schaatssters bij de eerste zestien mogen drie rijdsters afvaardigen, en landen met minstens één schaatsster bij de eerste twintig mogen twee rijdsters afvaardigen. De overige landen mogen één schaatsster afvaardigen.
4 startplaatsen: Nederland en Duitsland
3 startplaatsen: Noorwegen, Polen en Rusland
2 startplaatsen: Oostenrijk, Roemenië, Tsjechië en Zweden
Door hun eindklassering in de top 6 hebben Paulien van Deutekom, Ireen Wüst en Renate Groenewold zich rechtstreeks geplaatst voor het WK.

## Mannen
| Rang   | Schaatser           | Land | Tijd          |
| ------ | ------------------- | ---- | ------------- |
| Goud   | Jevgeni Lalenkov    | RUS  | 36,22         |
| Zilver | Konrad Niedźwiedzki | POL  | 36,25         |
| Brons  | Robert Lehmann      | GER  | 36,34 PB      |
| 4      | Joel Eriksson       | SWE  | 36,45         |
| 5      | Sven Kramer         | NED  | 36,47         |
| 6      | Enrico Fabris       | ITA  | 36,55         |
| 7      | Ivan Skobrev        | RUS  | 36,68         |
| 8      | Wouter Olde Heuvel  | NED  | 36,72 PB      |
| 9      | Lars Kvaalen        | NOR  | 36,79         |
| 10     | Matteo Anesi        | ITA  | 36,94         |
|        |                     |      |               |
| 19     | Carl Verheijen      | NED  | 37,71         |
| 26     | Kris Schildermans   | BEL  | 39,80         |
| 31     | Koen Verweij        | NED  | 1.06,95 (val) |

| Rang   | Schaatser          | Land | Tijd       |
| ------ | ------------------ | ---- | ---------- |
| Goud   | Sven Kramer        | NED  | 6.15,76    |
| Zilver | Håvard Bøkko       | NOR  | 6.18,51    |
| Brons  | Wouter Olde Heuvel | NED  | 6.21,84    |
| 4      | Sverre Haugli      | NOR  | 6.25,11    |
| 5      | Carl Verheijen     | NED  | 6.25,52    |
| 6      | Koen Verweij       | NED  | 6.29,91 PB |
| 7      | Ivan Skobrev       | RUS  | 6.30,22    |
| 8      | Øystein Grødum     | NOR  | 6.32,56    |
| 9      | Sławomir Chmura    | POL  | 6.34,08    |
| 10     | Tobias Schneider   | GER  | 6.35,17    |
|        |                    |      |            |
| 15     | Kris Schildermans  | BEL  | 6.43,48    |

| Rang   | Schaatser           | Land | Tijd     |
| ------ | ------------------- | ---- | -------- |
| Goud   | Sven Kramer         | NED  | 1.46,53  |
| Zilver | Jevgeni Lalenkov    | RUS  | 1.46,62  |
| Brons  | Enrico Fabris       | ITA  | 1.46,68  |
| 4      | Wouter Olde Heuvel  | NED  | 1.47,44  |
| 5      | Håvard Bøkko        | NOR  | 1.47,47  |
| 6      | Ivan Skobrev        | RUS  | 1.47,97  |
| 7      | Koen Verweij        | NED  | 1.48,24  |
| 8      | Konrad Niedźwiedzki | POL  | 1.48,27  |
| 9      | Robert Lehmann      | GER  | 1.48,28  |
| 10     | Carl Verheijen      | NED  | 1.48,88  |
|        |                     |      |          |
| DQ     | Kris Schildermans   | BEL  | 1.55,07* |

| Rang   | Schaatser           | Land | Tijd     |
| ------ | ------------------- | ---- | -------- |
| Goud   | Sven Kramer         | NED  | 13.00,16 |
| Zilver | Håvard Bøkko        | NOR  | 13.09,23 |
| Brons  | Carl Verheijen      | NED  | 13.18,11 |
| 4      | Wouter Olde Heuvel  | NED  | 13.18,25 |
| 5      | Ivan Skobrev        | RUS  | 13.19,86 |
| 6      | Øystein Grødum      | NOR  | 13.26,84 |
| 7      | Sverre Haugli       | NOR  | 13.28,79 |
| 8      | Koen Verweij        | NED  | 13.35,07 |
| 9      | Tobias Schneider    | GER  | 13.35,70 |
| 10     | Robert Lehmann      | GER  | 13.44,84 |
| 11     | Konrad Niedźwiedzki | POL  | 14.07,05 |
| 12     | Jevgeni Lalenkov    | RUS  | 14.35,33 |

### Eindklassement
| Rang   | Schaatsster          | Land                | 500m           | 5000m        | 1500m        | 10.000m       | Punten  |
| ------ | -------------------- | ------------------- | -------------- | ------------ | ------------ | ------------- | ------- |
| Goud   | Sven Kramer          | Nederland           | 36,47 (5)      | 6.15,76 (1)  | 1.46,53 (1)  | 13.00,16 (1)  | 148,564 |
| Zilver | Håvard Bøkko         | Noorwegen           | 37,36 (15)     | 6.18,51 (2)  | 1.47,47 (5)  | 13.09,23 (2)  | 150,495 |
| Brons  | Wouter Olde Heuvel   | Nederland           | 36,72 (8)      | 6.21,84 (3)  | 1.47,44 (4)  | 13.18,25 (4)  | 150,629 |
| 4      | Ivan Skobrev         | Rusland             | 36,68 (7)      | 6.30,22 (7)  | 1.47,97 (6)  | 13.19,85 (5)  | 151,684 |
| 5      | Carl Verheijen       | Nederland           | 37,71 (19)     | 6.25,52 (5)  | 1.48,88 (10) | 13.18,11 (3)  | 152,460 |
| 6      | Robert Lehmann       | Duitsland           | 36,34 (3)      | 6.36,29 (11) | 1.48,48 (9)  | 13.44,84 (10) | 153,304 |
| 7      | Sverre Haugli        | Noorwegen           | 37,97 (21)     | 6.25,11 (4)  | 1.50,00 (15) | 13.28,79 (7)  | 153,586 |
| 8      | Tobias Schneider     | Duitsland           | 37,09 (12)     | 6.35,17 (10) | 1.49,26 (11) | 13.35,70 (9)  | 153,812 |
| 9      | Konrad Niedźwiedzki  | Polen               | 36,25 (2)      | 6.44,89 (17) | 1.48,27 (8)  | 14.07,05 (11) | 155,181 |
| 10     | Jevgeni Lalenkov     | Rusland             | 36,20 (1)      | 6.47,96 (20) | 1.46,62 (2)  | 14.35,33 (12) | 156,302 |
| 11     | Øystein Grødum       | Noorwegen           | 39,88 (27)     | 6.32,56 (8)  | 1.53,51 (22) | 13.26,84 (6)  | 157,314 |
| 12     | Koen Verweij         | Nederland           | 1.06,95 * (31) | 6.29,91 (6)  | 1.48,24 (7)  | 13.35,07 (8)  | 182.774 |
| NC13   | Joel Eriksson        | Zweden              | 36,45 (4)      | 6.47,50 (18) | 1.49,50 (13) |               | 113,700 |
| NC14   | Johan Röjler         | Zweden              | 37,41 (16)     | 6.39,93 (13) | 1.50,14 (16) |               | 114,116 |
| NC15   | Alexis Contin        | Frankrijk           | 37,81 (20)     | 6.38,74 (12) | 1.49,45 (12) |               | 114,167 |
| NC16   | Matteo Anesi         | Italië              | 36,94 (10)     | 6.47,70 (19) | 1.49,86 (14) |               | 114,330 |
| NC17   | Andrei Burljajev     | Rusland             | 37,35 (14)     | 6.49,09 (21) | 1.50,55 (17) |               | 115,109 |
| NC18   | Marco Cignini        | Italië              | 37,63 (18)     | 6.49,95 (22) | 1.50,69 (18) |               | 115,521 |
| NC19   | Marco Weber          | Duitsland           | 38,21 (23)     | 6.40,35 (14) | 1.52,30 (20) |               | 115,678 |
| NC20   | Vitalij Michajlov    | Wit-Rusland         | 37,46 (17)     | 6.55,54 (25) | 1.52,40 (21) |               | 116,480 |
| NS21   | Sławomir Chmura      | Polen               | 39,24 (25)     | 6.34,08 (9)  | 1.53,89 (24) |               | 116,611 |
| NC22   | Milan Sáblík         | Tsjechië            | 38,19 (22)     | 6.53,08 (23) | 1.53,54 (23) |               | 117,341 |
| NC23   | Marian Christian Ion | Roemenië            | 38,95 (24)     | 6.53,54 (24) | 1.54,41 (25) |               | 118,440 |
| NC24   | Philip Brojaka       | Verenigd Koninkrijk | 37,06 (11)     | 7.23,55 (28) | 1.52,25 (19) |               | 118,831 |
| NC25   | Jan Caflisch         | Zwitserland         | 40,31 (28)     | 7.07,21 (26) | 2.00,27 (29) |               | 123,121 |
| NC26   | Asier Peña Iturria   | Spanje              | 40,99 (30)     | 7.17,54 (27) | 2.00,20 (27) |               | 124,810 |
| NC27   | Szabolcs Szőllősi    | Hongarije           | 40,42 (29)     | 7.24,00 (29) | 2.00,20 (27) |               | 124,886 |
| DQ2    | Enrico Fabris        | Italië              | 36,55 (6)      | diskw.       | 1.46,68 (3)  |               |         |
| DQ2    | Jarmo Valtonen       | Finland             | 37,12 (13)     | diskw.       | 1.54,41 (25) |               |         |
| DQ3    | Lars Kvaanen         | Noorwegen           | 36,79 (9)      | 6.44,87 (16) | diskw.       |               |         |
| DQ3    | Kris Schildermans    | België              | 39,80 (26)     | 6.43,48 (15) | diskw.       |               |         |

* gevallen, DQ = gediskwalificeerd

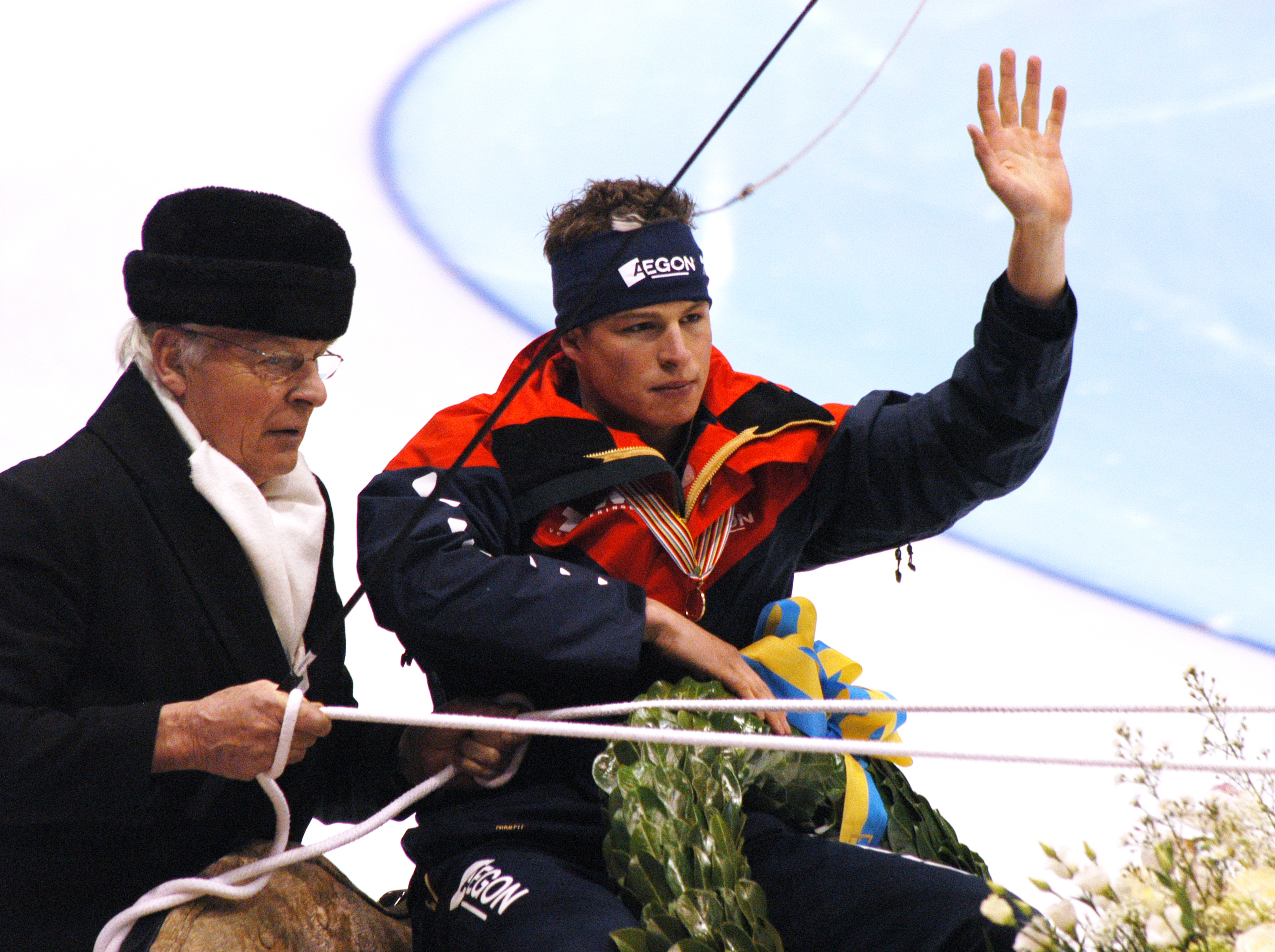
Ereronde in de arrenslee voor Kramer

De eerste zestien schaatsers bezorgden hun land een startplek op het wereldkampioenschap schaatsen allround 2009. Dit betekent dat op het WK voor Nederland vier schaatsers uitkomen, voor Noorwegen drie, voor Rusland, Duitsland en Zweden twee en voor Frankrijk, Italië en Polen een.
De startplaatsen voor de Europese kampioenschappen schaatsen 2010 werden eveneens bepaald aan de hand van bovenstaand klassement. Landen met minstens drie schaatsers bij de eerste twaalf mogen vier rijders afvaardigen, landen met minstens twee schaatsers bij de eerste zestien mogen drie rijders afvaardigen, en landen met minstens één schaatser bij de eerste twintig mogen twee rijders afvaardigen. De overige landen mogen één schaatser afvaardigen.
4 startplaatsen: Nederland en Noorwegen
3 startplaatsen: Duitsland, Rusland en Zweden
2 startplaatsen: Frankrijk, Italië, Polen en Wit-Rusland
Door hun eindklassering in de top 6 hebben Sven Kramer, Wouter Olde Heuvel en Carl Verheijen zich rechtstreeks geplaatst voor het WK 2009.